# Стамфорд Рафълс
Сър Томас Стамфорд Бингли Рафълс (на английски: Sir Thomas Stamford Bingley Raffles) е британски пътешественик-изследовател, основател на град Сингапур (днес Република Сингапур). Често е наричан Бащата на Сингапур.
Рафълс участва в завладяването на индонезийския остров Ява от холандски и френски военни сили по време на Наполеоновите войни и допринася за разширяването на Британската империя. Написва книга, озаглавена „Историята на Ява“ (1817).

## Произход и младежки години (1781 – 1805)
Роден е на 6 юли 1781 година на кораба „Ан“ край брега на Порт Морант, Ямайка. Негови родители са капитан Бенджамин Рафълс и Ан Рафълс (по баща Лид). Капитан Рафълс е от Йоркшър и семейството му е богато, но по време на Американската революция то изпада в дългове. Малкото пари, които семейството има, се дават за образованието на Томас, който посещава училище-интернат.
През 1795 г., на 14 години, Рафълс започва да работи като чиновник в британската търговска Източноиндийска компания, довела до много отвъдморски британски завоевания.

## Пенанг, Малака и Ява (1805 – 1817)
През 1805 г. е изпратен на Острова на Принца на Уелс, който днес носи името Пенанг и се намира в Малайзия. Така започва дългата му връзка с Югоизточна Азия.
Рафълс започва да работи под ръководството на офицера Филип Дундас, губернатор на Пенанг. През 1805 г. е назначен за помощник-секретар на новия губернатор на Пенанг. Жени се за Оливия Мариамне Фанкурт, вдовица на Джейкъб Касивелаун Фанкурт, помощник-хирург в Мадрас, починал през 1800 г. По онова време Томас се запознава с Томас Ото, който го придружава през следващите 20 години.
Познанията му по малайски език, както и неговият ум и способности, му печелят благоволението на граф Минто, генерал-губернатор на Индия, и е изпратен в Малака.
През 1811 г. след инвазията и анексирането на Кралство Холандия от Франция по време на Наполеоновите войни, Рафълс няма друг избор освен да напусне страната. Той започва военна експедиция срещу холандците и французите в остров Ява, Индонезия. Войната е бързо проведена от адмирал Робърт Стопфорд, генерал Фредерик Августус Уедерал и полковник Роло Гилеспи, който води добре организирана армия срещу армия на най-вече френски войници с лошо командване. Предишният холандски губернатор Херман Вилем Денделс построява добре защитено укрепление на Джатинегара и губернаторът Ян Вилен Стефка (предал се на британците по-рано в Капската колония), започва смела, но в крайна сметка безплодна отбрана на укреплението. Водени от полковник Гилеспи, британците щурмуват крепостта и я завладяват за 3 часа. Ян се опитва да избяга, но е заловен.
Британската инвазия на Ява продължава 45 дни, като Рафълс е назначен от граф Минто за генерал-губернатор още преди края на войната. Той живее в Богор и въпреки че малка част от висшите му служители са британци, запазва много от холандските си държавни служители. Рафълс договаря мир и започва малка военна експедиция срещу местните принцове, за да ги подчини на британското управление. Целта му е да завземе остров Банка и да установи постоянно британско присъствие в случай на връщането на Ява под холандско управление след края на войната на Шестата коалиция в Европа.
По време на своето управление Рафълс въвежда частично самоуправление, спира търговията с роби, сред първите противници е на търговията с опиум, като въвежда строги ограничения при вноса му, води експедиция за преоткриване и възстановяване на Боробудур и други древни паметници, заменя наложената холандска система с нова система за владеене на земята, вероятно повлиян от ранните трудове на Дирк ван Хогендорп (1761 – 1822). Въвежда британската система за шофиране от ляво, поради което днес в Индонезия се шофира от ляво.
Поради тежките условия на острова Оливия, съпругата на Рафълс, умира на 26 ноември 1814 г., което го съкрушава. През 1815 г. остров Ява се връща под управлението на Холандия след Наполеоновите войни според условията на Англо-холандския договор от 1814 г. Още преди това, по настояване на наследниците на граф Минто в Калкута, Рафълс е заменен с Джон Фендал заради лошото финансово състояние на колонията. Рафълс отплава за Англия в началото на 1816 г., за да изчисти името си и по пътя посещава Наполеон, но го намира за неприятен и обикновен.

## Интерлюдия в Англия (1817)
През 1817 г. Рафълс пише и публикува книга, озаглавена „История на Ява“, описваща историята на острова от древни времена. Същата година е посветен в рицарство от принца-регент, чиято дъщеря принцеса Шарлот, е много близка с Рафълс. По време на публикуването на книгата Рафълс спира да използва името си Томас, като предпочита да използва бащиното си име Стамфорд, за да избегне объркване сред неговите сътрудници със Сър Томас Севестър или неговия братовчед, който носи същото име.
На 22 февруари Рафълс се жени за втората си съпруга София Хъл. На 15 октомври 1817 г. е назначен за генерал-губернатор на Бенгкулу и отплава да заеме поста си с новата си съпруга.

## Бенгкулу и Малая (1818)
Рафълс пристига в Бенгкулу на 19 март 1818 г. Въпреки престижа, свързан с титлата генерал-губернатор, Бенгкулу е колониално блато, чийто единствен истински износ е пипер и единствено убийството на предишния жител Томас Пар привлича вниманието на англичаните в Британия. Рафълс намира мястото опустошено и веднага налага реформи, повечето подобни на тези, които налага в Ява – премахва робството и ограничава боя с петли и други подобни игри. За да замени робите, използва контингент от затворници, изпратени му от Индия. Това е и моментът, когато осъзнава важността на британското присъствие, което оспорва холандската хегемония и може да остане за постоянно печелившо за разлика от Бенгкулу или Батавия. Въпреки това стратегическата важност на лошо поддържаните, но удобни британски владения като Пенанг или Бенгкулу правят невъзможно за британците да напуснат подобни нерентабилни колонии в близост до холандците в Ява. Конкуренцията в района между Рафълс и агресивните холандци на губернатор Елут със сигурност води частично до по-късния англо-холандски договор от 1824 г. Рафълс търси алтернативи в областта, а именно в Банка, която е преотстъпена на холандците след превземането ѝ от британците по време на окупацията на Ява.
Взема се предвид и Бинтан. Въпреки че Франсис Лайгт пренебрегва острова, преди да се установи в Пенанг през 1786 г., архипелагът Риау е атрактивен само да южната част на Малайския полуостров заради близостта му до Малака. В кореспонденцията си с Калкута Рафълс подчертава необходимостта да установи определено влияние над местните вождове, които значително намаляват след връщането на холандците. Рафълс изпраща като посланик пред холандците Томас Травърс за евентуално разширяване на британските икономически интереси. Когато това се проваля и собствената експедиция на Рафълс в новото му владение намира само коварни терени и няколко възможни за износ стоки, неговото желание да установи по-силно британско присъствие е замразено.
Англо-холандската конвенция от 1814 г. не е напълно ясна, особено по въпроса за притежанието на определени острови като например Паданг. Конвенцията от 1814 г. само връща холандската територия, която е принадлежала на Холандия преди 1803 г., която не включва Паданг. Рафълс лично предявява британско искане, като води малка експедиция до султанството на Минангкабау. Когато Рафълс потвърждава със султана абсолютното британско влияние над района, той осъзнава, че местните владетели имат само ограничена власт над добре култивираната и цивилизована страна и договорът всъщност в по-голямата си част е само символичен.

## Основаване на Сингапур (1819)
Междувременно майор Уилям Фаркухар, британски резидент-министър на Малака, се опитва да преговаря търговски договори с местните вождове от архипелага Риау, особено с ръководителите на султанството на Джохор. Поради смъртта на султана и сътресенията, които последват, когато Фаркухар пристига, той е принуден да подпише договор не с официалния глава на султанството, а с раджа Муда (регент или кронпринц) на Риау. Отбелязвайки и докладвайки го като свой успех, Рафълс отплава до Малака в края на 1818 г., за да подсигури лично британското присъствие в региона на Риау, особено в Сингапур, която местност му е сред най-любимите и за която научава от четене на малайски истории и от докладите на Фаркухар.
Въпреки предишното лошо мнение на лорд Хастингс за Рафълс (което налага Рафълс да пътува до Англия, за да си изчисти името след мандата си като генерал-губернатор на Ява), вече добре свързаният и успешен Рафълс успява да си осигури разрешение да създаде селище, където в малайската история името Лион Сити се споменава и има стратегическо местоположение. Въпреки това Рафълс не провокира холандците и неговите действия са официално дезавуирани. Въпреки всички усилия на властите в Лондон, като например на Виконт Каслри, да бъдат потушени холандските страхове и продължаващите усилия да се достигне до споразумение между държавите, което впоследствие се превръща в Англо-холандското споразумение от Лондон от 1824 г., както и да се изпратят инструкции на Рафълс да предприеме далеч по-малко натрапчиви действия, разстоянието между Далечния Изток и Европа се оказва пречка за инструкциите да пристигнат навреме до Рафълс преди неговото начинание да започне.
След кратко проучване на островите Каримун на 29 януари 1819 г. Рафълс създава пост в южния край на Малайския полуостров. Установява се, че няма никакво холандско влияние на острова на Сингапур. Джохор също вече няма никакъв контрол над региона, така че установява контакт с местния раджа. Отношенията са приятелски и Рафълс, знаещ за обърканата политическа ситуация, се възползва да осигури договор между номиналните ръководители на областта, който споменава изключителността на търговията и британската защита на района. Членове от екипажа на Рафълс проучват острова и продължават да изискват от местния владетел да подпише официално договора, а на майор Фаркухар е наредено да направи същото нещо и в Рио (Риау). След няколко дни официалният договор е подписан от човек, твърдящ, че е „законен суверен на цялата територия, простираща се от Линга до планината Муар“.